# Caio Avídio Cássio
Caio Avídio Cássio (em latim: Gaius Avidius Cassius) foi um general e usurpador romano que reinou por um breve período o Egito e a Síria em 175.

## Família
Avídio Cássio nasceu na cidade de Cirro, na Síria, embora tenha certa vez chamado Alexandria de sua "cidade paterna". Era filho de Caio Avídio Heliodoro, um importante orador que havia sido prefeito do Egito entre 137 e 142 no reinado de Adriano, e de uma mulher desconhecida. Considerando o nome de Avídio Cássio, e atendendo às regras da nomenclatura romana, formou-se um consenso de que ela se chamava Cássia (provavelmente Cássia Alexandra, em vista do nome conhecido de sua neta). Tem sido especulado há muito tempo que Avídio Cássio possa descender de casas reais do oriente. As fontes antigas são omissas a este respeito e não existe nenhuma prova concreta para sustentar essa suposição, mas algumas evidências indiretas o permitem e a maioria dos pesquisadores admite a hipótese como provável ou pelo menos plausível, embora a questão permaneça cercada de polêmica, especialmente sobre os caminhos pelos quais a transmissão desse sangue real teria ocorrido. Já foram apresentadas várias reconstruções conjeturais diferentes para a sua linhagem.

## Primeiros anos
Assume-se que Cássio teria começado sua carreira durante o reinado de Antonino Pio. Possivelmente escolhido como questor depois de ter servido em posições inferiores em 154, acredita-se que o jovem vir militaris tenha recebido seu posto nos anos finais de Antonino como um legado em uma das legiões que vigiavam os sármatas na fronteira do Danúbio na Mésia Inferior. É certo que, a partir de 161, ele aparece como legado ali.
Por volta de 164, durante o reinado de Lúcio Vero, Avídio rapidamente ganhou importância como legado da III Gallica. Extremamente disciplinado, ele marchou em 165 pelo Eufrates e derrotou os partas em Dura Europo. No final do mesmo ano, Cássio seguiu para o sul e atravessou a Mesopotâmia em seu ponto mais estreito e atacou as cidades-gêmeas partas às margens do Tigre, Selêucia, na margem direita, e Ctesifonte, a capital parta, na esquerda. Em seguida, ele incendiou o palácio do xainxá Vologases IV e, apesar de Selêucia ter aberto seus portões aos romanos, destruiu-a também alegando que a população teria descumprido os termos do acordo de rendição.
Precisando desesperadamente de suprimentos e com as tropas mostrando os primeiros sinais de contaminação pela peste, Avídio marchou de volta para a Síria com os espólios da campanha. Depois de comunicar os detalhes da campanha a Roma, ele foi recompensado com um posto de senador, embora o sucesso tenha sido creditado principalmente ao seu comandante-em-chefe, o imperador Lúcio Vero. Este, por sua vez, aparece como um excelente comandante, que não temia delegar tarefas militares à generais mais competentes do que ele próprio.
Em maio de 166, Cássio foi nomeado cônsul sufecto, uma posição que ele ocupou sem pisar em Roma. Naquele ano, ele e Vero lançaram uma nova campanha contra os partas, desta vez cruzando o Tigre pelo norte e seguindo para a Média. No final do mesmo ano, Cássio foi promovido a legado imperial da província da Síria.
Em 172, Cássio sufocou a revolta dos bucoli ("pastores") que irrompera na região da Pentápole no Médio Egito por causa de um aumento explosivo do preço dos cereais. A estratégia de Avídio era dividir as diversas tribos, mas, antes dele chegar ao Egito, Avídio recebeu poderes especiais que davam-lhe o imperium sobre todas as províncias do oriente.

## Usurpador
Em 175, Avídio Cássio foi proclamado imperador romano depois que notícias falsas sobre a morte de Marco Aurélio terem chegado ao Egito. As fontes indicam também que ele teria sido encorajado pela esposa de Marco Aurélio, Faustina, que estava preocupada com o estado de saúde do marido e acreditava que ele estivesse à beira da morte. Por isso, ela teria confiado em Cássio para agir como protetor dela e do jovem Cômodo, que tinha apenas treze anos na época. Faustina também queria alguém que pudesse atuar como contraponto às alegações de Tibério Cláudio Pompeiano, que estava em posição favorável para tomar o posto de príncipe (o imperador) caso Marco Aurélio morresse. As evidências, incluindo as "Meditações", do próprio Marco Aurélio, dão suporte à ideia de que o imperador de fato estava bastante adoentado na época, mas, quando ele se recuperou, Cássio já havia sido aclamado pela legião egípcia, a II Traiana Fortis.
A princípio, segundo Dião Cássio, Marco Aurélio, que estava em campanha contra os marcomanos no norte, tentou esconder a revolta de seus soldados, mas, depois que todos descobriram, ele fez um discurso. Nele, um texto que Dião Cássio atribui ao imperador, ele lamenta a deslealdade de "um querido amigo" e, ao mesmo tempo, expressa sua esperança de que Cássio não seja morto ou cometa o suicídio para que ele próprio possa mostra-lhe sua misericórdia. Em paralelo, o senado romano declarou Cássio inimigo público.
No início da revolta, Cássio estava numa posição razoável. Em sua terra natal, a Síria, e, de forma mais ampla, em todas as províncias orientais, Cássio tinha um bom número de seguidores. Eles eram inspirados por uma combinação da ascendência real de Avídio e suas vitórias sobre os partas, além da supressão da revolta dos bucoli. Ele também tinha laços matrimoniais com um importante grupo de nobres da Lícia.
Em relação aos recursos militares, Avídio tinha sete legiões - suas três legiões sírias, mais duas na Síria Palestina, uma na Arábia Pétrea e outra no Egito. O prefeito desta última, Calvísio Estaciano, juntou-se à revolta. Foi no Egito que Cássio construiu sua base de operações e sabe-se que ele foi eleito imperador lá em 3 de maio, uma vez que um único documento desta data aparece sendo do último ano do reinado de Cássio. Embora ele tenha passado a controlar a maior parte de uma das partes mais importantes do Império Romano - o Egito -, Avídio Cássio não conseguiu entrar apoio amplo para sua revolta.
O governador da Capadócia, Márcio Vero, permaneceu leal ao imperador enquanto Herodes Ático teria enviado-lhe uma carta contendo a palavra grega "emanes" ("Você é louco"). Naturalmente, os habitantes de Roma entraram em pânico, o que forçou o imperador a enviar Caio Vécio Sabiniano Júlio Hospes, governador da Panônia Inferior, com ordens de tomar a cidade. Porém, rapidamente ficou claro que Marco Aurélio estava em vantagem, com mais legiões sob seu comando do que Avídio jamais conseguiria levantar. "Depois de um sonho de império durando três meses e cinco dias", Avídio Cássio foi assassinado por um centurião e sua cabeça foi enviada ao imperador, que se recusou a vê-la e ordenou que ela fosse enterrada.

## Casamento e filhos
Avídio Cássio casou-se com uma mulher desconhecida. Geralmente se considera que seja uma Volúsia (Volúsia Vécia ou Volúsia Meciana, filha de Lúcio Volúsio Meciano), com quem teve pelo menos três filhos, (a História Augusta implica que ele teve mais):
- Avídio Heliodoro - banido por ordem do imperador.[27]
- Avídio Meciano - assassinado depois da revolta.[27]
- Avídia Alexandra - conseguiu manter sua liberdade, ainda que de forma restrita.[27]